# 音楽史
音楽史（おんがくし）では、音楽の歴史について解説する。

## 研究
音楽史は複数にわたる研究対象と方法がある、音楽学および歴史学の領域の一つである。研究対象として、歴史学的な時代区分に基づいたもの、また特定の地域における音楽史を扱ったもの、さらに特定のジャンルに限定したもの、演奏慣習や音楽理論など音楽学的な主題を扱ったものなどが挙げられる。また記述の方法については音楽の形式、音楽の基盤にある音楽文化などが試みられている。このような音楽史を扱う学問は音楽史学であり、これは一般的な歴史学と同様に資料批判を踏まえて史実を叙述する学問でありながらも、音楽という芸術を扱うために美的な価値判断を伴う特徴がある。
古代を別として音楽史学の最も古い研究の一つはガルヴィジウスによる『音楽の起源の進歩について』(1600年)である。ガルヴィジウスの後の音楽史学における業績にはマルティーニ神父による『音楽史』(1757-81)、ゲルベルトとクスマケールの中世音楽史の研究、ヤーン、ヴェストファール、ヘーヴァールトなどによる古代ギリシア音楽史の研究、ヴィンターフェルトによる『ガブリエーリ時代の研究』などがあり、これらが音楽史学の学問的伝統を形成している。
全世界の音楽作品の系譜を音楽史として統一的に叙述することは極めて困難な作業である。音楽史の起点とするべき音楽の起源にもいくつかの学説があるほか、多種多様な音楽が並存しており、それぞれの歴史体系も異なるからである。ただし、その中から共通するものを見出そうとする試みはつづけられている。
なお、レコードなどにおける「音楽史」というジャンルは、バロック音楽以前の西洋音楽（いわゆる古楽）を示す。

## 音楽の起源
音楽の歴史は有史以前まで遡ることが出来る。
音楽の起源に対しては、「言語起源説」「労働起源説」「模倣起源説」「呪術起源説」などがある。
音楽学者のクルト・ザックスは、自然民族における音楽現象を研究し、最も原初的な音楽様式として、以下の二つを挙げた。
1. 「言語起源的」な様式（抑揚をつけて言葉を唱えることから始まった）
2. 「感情起源的」な様式（形にとらわれず感情をほとばしらせることから始まった）
やがてこの二つは混ざり合い、
3. 「旋律起源的」な様式に発展したと言う。

あるいは手拍子を伴ったかもしれない。原初の楽器は打楽器であったと推測できる。リズムが生まれたが、ハーモニーと呼べるものを生みだすのは困難であっただろう。
確実に最古の管楽器と考えられているものは約36000年前のものであり、ドイツウルム近郊の洞窟から出てきた骨の笛を現生人類が使用したと考えられている。また古い笛としては、およそ3000年前の地層から出土した骨を利用した笛があり、現代のリコーダーのような形をしている。
古代人にとって、猛獣や猛禽類や蜂を始めとする害虫、また天災から身を守ることが毎日の生活の大きな課題であり、古代の音楽は、その課題を解決するために考案されてきたと考えられている。巨大動物の威嚇音を模した法螺貝は猛獣を追い払い、錫杖は地を鳴らして蛇を驚かせ、また原初の鐘とされる武は何個も同時に打ち鳴らすことで猛獣を退散させたと伝えられる。このように生活の安全を守ってくれる音楽は、後に、祈りや祝祭、あるいは狩猟や儀式などに用途を代えていった。

### 生物学的な音楽の起源
音楽は人類共通のものであり、あらゆる文化において存在する。さらには、生まれたばかりの赤ん坊であっても、音楽に対する関心を示すことから、ヒトという種は、音楽に対して何らかの遺伝的基盤を備えていると思われる。
一方、ヒト以外の動物には音楽がほとんど存在しない。鳥類や海獣類のなかには、発声を応用した「歌う」種がわずかにあるばかりである。また、これらのヒト以外の動物種による「歌う」行動は、音楽の一形態と解釈するよりは、別の機構から発現した類似の一形態と考える方が、多くの場合妥当である。特に霊長類には、「歌う」種すら乏しく、ヒトの音楽の起源に関しては、独自の進化により獲得したものだと考えられる。
人類の音楽的能力が高いことに関しては、これまで幾つかの説が誕生している。ダーウィンは、性的衝動の表現として動物の鳴き声があり、音楽の上手い個体が異性に好まれるため、音楽的資質の高い遺伝子が選択されたという「性選択説」を提唱している。ただし、音楽の起源に関する遺伝的研究は未発展であり、全ての説がデータとして裏づけのない推察の上に成り立っており、仮説の域を出ていない。またルソーやスペンサー、ヘルダーなどは人間の言語に注目し、言語がもっている音韻から派生して初期の音楽である歌が生まれたと見ている。この他にも音楽の起源をリズムとするヴァラシェク、労働という活動に起源を見出すビューヒャー、信号的要素を起源とするシュトゥンプフなどが主張を展開している。最近では、人類の言語に対する認知能力が進化するにともない、それが副産物的な能力として人類の音楽的能力も高めたという「帰無仮説（null hypothsis)」も有力とされている。
エドワード・サピアは『言語』で言語の起源の一つに音楽をあげているが、言語の起源と同様に証明することは不可能である。オリバー・サックスは対談で『レナードの朝』で出てきた嗜眠性脳炎の患者は音楽が鳴っている間は、ダンスをすることも歌うこともできるが、音楽が消えるととたんにその力も消えるという。嗜好があるが、リズムとテンポという音楽のビート（拍子）の部分が重要で、ビートに反応する他の霊長類はないという。

## 西洋音楽史
ここでは、主にはヨーロッパを起源とする西洋音楽、特にクラシック音楽の歴史を解説する。楽譜の歴史については「楽譜」を、年表については「西洋音楽年表」を参照のこと。

### 古代西洋音楽
古代西洋音楽は6世紀以前の西洋音楽である。記録が乏しく実態は推測の域を出ない。しかし古代ギリシアの音楽理論や用語が現在まで残っており、特にピタゴラスが考案したとされるピタゴラス音律は、その後の西洋音楽の音階の基本となった。

#### 1世紀まで
シタールのための二つの前奏曲と「セイキロスの墓碑銘」

#### 2世紀
クレタ島、メソメデの「太陽への賛歌」「ネメシスへの賛歌」

#### 3世紀
「三位一体に捧ぐヒムヌス」

#### 4世紀
聖ヒラリオの「ヒムヌス」

#### 5世紀
聖アウグスティヌスの「エンナラティオーネ・イン・プラス（詩編集）」

#### 6世紀
カッシオドルス・セナトル（Cassiodorus Senator, 485年頃 - 585年頃）の「聖学ならびに世俗的諸学綱要」

### 中世西洋音楽
中世西洋音楽は、6世紀頃から15世紀にかけての音楽の総称である。9世紀頃にグレゴリオ聖歌がネウマ譜で記録されるようになった。1200年前後にノートルダム楽派によってポリフォニーが開拓された。14世紀にはイソリズムなどの高度なリズム技法によるフランスのアルス・ノーヴァの音楽、優美な旋律を特徴とするイタリアのトレチェント音楽が栄えた。また、ジョングルール（大道芸人）、トルバドゥール・トルヴェール・ミンネジンガー（吟遊詩人、宮廷歌人）などの世俗音楽も記録に残り始める。和声は5度を基本としており、3度や6度は不協和音という扱いであった。

#### 7世紀
ザンクト・ガレン修道院が設立される。ネウム（ネウマ譜）で記譜されたトロプス、プローズ、セクエンツィア

#### 8世紀
コンスタンティノス5世（ギリシア語：Κωνσταντίνος Εʹ ὁ Κοπρώνυμος, Kōnstantinos V ho Koprōnymos）による教会オルガンの導入。

#### 9世紀
レアム、アウレリアヌスの「音楽論」

#### 10世紀
フランス、フルリーでの復活祭で「クエム・クエリティス」

#### 11世紀
アレッツォ、グイドの「ミクロログス」

#### 12世紀
ルカスがタラゴーナ大聖堂でポリフォニー（オルガヌス）を組織して活動。

#### 13世紀
ケルンのフランコによる「計量音楽論」

#### 14世紀
ギヨーム・ド・マショーのミサ曲「ダヴィデのホケトゥス」（Hoquetus David）、モテット「幸福なる乙女」

### ルネサンス期の音楽
ルネサンス音楽は、ヨーロッパにおける15世紀から16世紀のルネサンス期の音楽の総称である。イギリスのジョン・ダンスタブルがヨーロッパ大陸にイギリス独特の3度・6度の和音を伝え、それが中世後期のアルス・ノーヴァの音楽やトレチェント音楽と統合されることによって始まった。宗教音楽では3度和声によるポリフォニーが発展し、ドイツ語圏ではコラールが生まれた。世俗音楽では宮廷音楽が見られ始める。また舞曲が流行した。

### バロック音楽
バロック音楽は、ヨーロッパにおける17世紀初頭から18世紀半ばまでの音楽の総称である。ルネサンスの静的なポリフォニー音楽に対し、16世紀末のフィレンツェのカメラータで感情の劇的な表現のためにモノディが考案され、オペラが誕生した。宮廷音楽が発展し、多くの器楽作品が書かれた。教会旋法は長短の調に整理され、また舞曲に起源のある拍子が明確になった。またバロック時代を通じ、通奏低音による伴奏が行われた。

### 古典派音楽
バロック音楽は1750年代以後に古典派音楽の潮流に取って代わられる。この古典派の時代に活動していた音楽家には交響曲の父として知られるハイドン、『フィガロの結婚』などを作曲したモーツァルト、『運命』や『第九』などを作曲したベートーヴェンなどがいる。均整・調和を理想とする古典主義に基づき、調和の取れた構成の形式美を追求したため、一本の旋律に和声で伴奏づけする単純・明快・論理的な様式が好まれ、対位法はあまり使われなくなった。

### ロマン派音楽
ほぼ19世紀のヨーロッパを中心とする音楽。古典主義が重視しなかった感情・感覚・直感などを重視するロマン主義に基づく。技法的には古典派の調性や和声を引き継ぎつつも、半音階や遠隔調への転調を多用し、より表情豊かな表現が追求された。長大な作品も多いが、性格的な小品も多い。多くのヴィルトゥオーソが生まれた。表現の基礎としての詩情や、文学と音楽の混交も重視された。音楽以外の芸術でのロマン主義運動は1780年代から1840年代までとされるが、ロマン派音楽は19世紀を通じて続いたとされる。
1850年代以降になると、ヨーロッパ各国でそれぞれの民族音楽や固有の言語と結びついた音楽様式がはっきりしてくる。特にドイツ・オーストリアの、拡大・拡張路線を推し進めた音楽はヨーロッパ全土に広く影響を与え、「後期ロマン派」と呼ばれる。その他、ロシア・チェコ・北欧諸国などでも、各国の民族主義と結びついた形で各国の音楽様式が生み出され、「国民楽派」と呼ばれる。

#### 国民楽派
19世紀当時のナショナリズムの高まりから、ロマン派音楽の一潮流としてロシアの五人組、北欧のグリーグ、チェコのドヴォルザークなどが活躍するようになる。一般的にはこれらを国民楽派と呼ぶが、少し遅れてスペイン、さらに遅れて中南米・ハンガリー・ルーマニア・アメリカでも同様の民族主義的傾向の音楽が見られる。
フランスでは国民楽派と同時期に国民音楽協会が組織され、民族主義的な音楽が追求され、印象主義音楽の土壌となっており、またブラームスは民謡への関心を示し、同様に民族主義的傾向を見せている。ドイツ・イタリア・フランスは音楽の中心地と見なされ、周辺部の現象とされる国民楽派の呼称は使われないが、同時代現象と見なすのは容易であろう。

### 近代・現代音楽
20世紀以降の音楽のうち、西洋クラシック音楽の流れをくむものを指す。実験的・前衛的な音楽としての形式を指す場合もある。20世紀初頭から第一次世界大戦開始まではロマン派の最終段階と考え、近代音楽の開始を第一次世界大戦の初めとする例も多い。また「近代音楽」と「現代音楽」の境界に関しても、第二次世界大戦・1950年・境界なしなど様々な考え方があり、この時代の音楽史の扱いに関して定説はないが、概ねどの考え方に従っても二度の大戦を基準に分けて考える場合が多い。

#### 第一次世界大戦まで
マーラーやリヒャルト・シュトラウス、シベリウスらが後期ロマン派音楽を継続する一方で、後期ロマン派音楽が表現の拡張を進めた結果、調性・機能和声・規則的リズムなどのそれ以前の西洋芸術音楽の語法の限界がより若い世代の作曲家達に意識され、様々な実験が始められた時代である。印象主義音楽は全音音階や平行和音や教会旋法の復活や非西欧要素を導入し、新ヴィーン楽派は無調音楽による表現主義へと進み、ストラヴィンスキーは原始的リズムの音楽的価値を見なおし、バルトークは民族音楽に可能性を見出した。またこの時代を通じて打楽器の種類が大幅に増え雑音（非楽音）を音楽の材料にする可能性を開いた。

#### 両大戦間
第一次世界大戦後、作曲家たちはよりラディカルにロマン派音楽の否定にかかった。オリジナリティの否定は型の復活や過去の作品の引用・パッチワークとなり、ロマン的な感情の否定は機械的リズムの多用を生み、また演奏スタイルも変化した。こうした傾向は新即物主義や新古典主義と呼ばれる。一方、新ウィーン楽派は無調音楽の組織化のために十二音音楽へと進んだ。反面、部分的に近代的な語法や感覚を取り入れつつもロマン派音楽の延長線上にある音楽を書き続けた作曲家達も存在した。1930年代に入ると、ナチス・ドイツは前衛的芸術全般を「退廃芸術」と呼び弾圧し、ソ連ではスターリン体制が「社会主義リアリズム」を推進するなど、新しい音楽を追究する動きは苦境に立たされた。

#### 第二次世界大戦後
第二次世界大戦は第一次世界大戦以上にヨーロッパに甚大な被害をもたらし、社会的・文化的な基盤を広範に破壊し、数多くのヨーロッパの音楽家がアメリカに亡命し、聴衆も作曲家も演奏家もそれまでになかったような物質的・精神的困難を抱え込んだ。
戦後の復興と共に、現代音楽・前衛音楽の闘志たちが活躍を始め、1950年代からブーレーズ、シュトックハウゼンらによるセリー音楽、電子音楽や直観音楽、ケージによる偶然性の音楽、シェフェールによる具体音楽、1960年代からライヒらによるミニマル・ミュージックなど、様々な実験、探求が行われたが、一般大衆の関心は既に第一次大戦後の頃から難解になったクラシック音楽の近現代新作よりもポピュラー音楽に移りはじめており、またクラシック音楽を愛聴してきた裕福市民層も現代音楽・前衛音楽よりも古典派、ロマン派音楽の再演奏や録音を愛聴するようになった。
これらの実験が一通り終了した1970年代からの音楽は「ポスト・フェストゥム」「新ロマン主義音楽」「新しい単純性」など様々な名称で呼ばれ、これらを音楽史としてどのように把握するのかは未だ定説があるわけではない。現代音楽の代表的な作曲家にはメシアン、ブーレーズ、シュトックハウゼン、ケージ、リゲティ、クセナキスなどがいる。

## ポピュラー音楽史
「ポピュラー音楽」および「アメリカ合衆国の音楽」も参照のこと。

### ポピュラー音楽とは
世界の多くの民族は宗教音楽・宮廷音楽・古典芸能の音楽などエリート文化としての音楽と共に、大衆音楽・民俗音楽のような一般大衆の楽しみのための音楽を持っている。音楽全体をクラシック（シリアス）とポピュラーに二分したり、クラシックとポピュラーと民俗音楽に三分したりするのは広く行われている。ここでは、三分する際の考え方に従い、アメリカを中心に世界的な広がりを見せている近代的な商業音楽をポピュラー音楽とし、その歴史に関しての概要を記載する。

### 初期アメリカ音楽の状況
アメリカは「人種のるつぼ」「人種のサラダ」などといわれるほどの移民の国である。クリストファー・コロンブスのアメリカ上陸を発端とした移民は17世紀ごろより盛んとなり、ヨーロッパ各国から多くの移民が流入した。主に奴隷として、カリブ海地域から北米に連れて来られた黒人もおり、時代が新しくなると中南米からの移民も増えてくる。数は少ないがアジア系の移民もおり、アメリカではこうした異なるルーツを持つ人々がそれぞれ固有の文化を持ち込んで暮らしていた。
ヨーロッパでは資本主義の興隆とともに多量の労働者が都市に流入し、19世紀後半には余暇に音楽を楽しむようになっていた。パーラー・ミュージック（応接間の音楽）と呼ばれる平易な伴奏による歌がホームパーティなどで中産階級女性によってピアノやギターで伴奏されて歌われ、現在では各国民謡として知られる。ミュージックホール（酒色を伴う男の憩いの場で行われる演劇）での歌や酒場・カフェで歌われるシャンソンも人気を集めていた。コミック・オペラやオペレッタなども、この頃に名作が数多く書かれ、人々の話題の種となっていた。社交ダンスも盛んで、そのための音楽も良く演奏されていたようである。こうしたヨーロッパの大衆音楽は、そのままアメリカの都市部に持ち込まれ、アメリカポピュラー音楽のルーツの一つとなっている。
アメリカの農村部では、ヨーロッパの民俗音楽がそのまま持ち込まれていた。アメリカへの移民は、イギリス・ドイツ・アイルランド・イタリア・ポーランド・ロシア・ユダヤなど多くの民族にまたがっているが、当初は持ち込んだ自民族の音楽をそのまま行っていたようである。こうしたヨーロッパ各国民謡も、アメリカポピュラー音楽のルーツとなっている。
北米の黒人奴隷の多くは、カリブ海地域から連れて来られており、アフリカを離れて100年ほど経っている。彼らのルーツは西アフリカにあり、ポリリズムを多用したホットなリズムの感覚は西アフリカに端を発するが、環境の厳しいカリブ海地域で白人と協力しながら厳しい労働をするうち、白人と黒人の音楽は混交し、ハバネラなどカリブ海地域の魅力的なジャンルを生み出した。南米でも同様に白人・黒人の音楽の混交が見られ、サンバやタンゴが生まれている。このような、黒人と白人の混交音楽も、アメリカポピュラー音楽のルーツの一つである。

### ポピュラー音楽以前
こうした、バラバラに持ち込まれた様々な音楽が、アメリカと言う地で様々な混交と変化を遂げ、アメリカ音楽を形成し始める。

#### 初期のアメリカオリジナル音楽
当初はヨーロッパの音楽をそのまま行っていたアメリカだったが、1750年頃にアメリカ東海岸の讃美歌の世界でアマチュア作曲家がオリジナルのものを作る動きが出てくる。この動きは一時下火になるが、やがてアメリカ南部へ伝わり、ゴスペルに良く似た覚えやすいリフレインを持つ賛美歌が誕生した。有名な「アメージング・グレース」は1800年代初めのこの頃作られたものと言われている。

#### 劇場音楽とミュージカル
都市部ではヨーロッパの大衆音楽がそのまま持ち込まれていたが、そのうちミュージックホールはミンストレル・ショー（ミンステロールとも表記、白人が黒人を演じる差別的な喜劇）に姿を変え、旅周りの芸能グループが馬車を仕立てて村から村へ、町から町へ巡業を行って人気を集めた。貧しい白人新移民が、解放奴隷の黒人たちに対して持った不満が背景にあるとされる。こうした中からフォスターが出て、魅力的なメロディと「フック」（印象的なサビ）が後の多くの作曲家に参考にされ、後にアメリカ音楽の父と呼ばれる。

#### 民族を超えた混交の始まり
農村部では、アメリカ南東部のアパラチア山脈周辺でイギリスやアイルランドの民謡や舞曲がアメリカの音楽の下地となっていった。これらはフィドル（ヴァイオリン）やギターで伴奏されていたが、やがて黒人音楽との接触からブルースの感覚やバンジョーというアフリカ起源の楽器を取り入れたり、スイスのヨーデルやチェコのポルカの要素を取り入れたりして、オールドタイムやブルーグラス、ヒルビリー、カントリーなどと呼ばれるジャンルのもとになっていく。
黒人たちには18世紀後半あたりからキリスト教が普及し、黒人たちも讃美歌で礼拝をおこなうようになったが、彼ら固有の音楽的な伝続からか、活気あるリズム・交互唱（コールアンドレスポンス）・叫ぶような唱法など、相当荒々しい形で礼拝をおこなっていたようである。1863年の奴隷解放以後には、そこから黒人霊歌と呼ばれるジャンルが生まれるが、これは白人がリーダーになってヨーロッパの讃美歌風の和音をつけ、楽譜として売り出したものであり、多くの曲が知られているが純粋に黒人のものとは言えない。それに対して黒人のリズム感や叫ぶような唱法を特徴とする歌はゴスペルと呼ばれるようになる。同じく奴隷解放後には、南部農業地帯の黒人たちが抑圧の中で味わった個人的感情を呟くように吐き出す歌としてブルースが発生し、ギターの伴奏を伴う中でヨーロッパの和声構造を身につけていった。

### ポピュラー音楽の誕生
ニューヨークには楽譜出版会社が集まり、パーラーミュージックを背景に利益を得ていたが、1880～90年代に音楽を商品化するノウハウを確立する。この商品化のシステムでは、最初から流行しそうな曲を作詞家作曲家に書かせるための〈プロデュース〉と、それを多くの人に覚えてもらい流行させるための〈プロモーション〉という二つの作業が重要なポイントであった。プロモーションがうまく行くよう、その曲を人気芸人に歌ってもらい、それに対して謝礼を支払うのを〈ペイオーラpayola〉と呼んだ。こうした手口によって1880～90年代に商業活動の基盤を確立したアメリカの楽譜出版業界を〈ティン・パン・アレーTin Pan Alley〉と言う。直訳すれば「錫鍋小路」となり、それぞれの会社でプラッガーと呼ばれる人が実演を伴って販売を行っていたため大変にぎやかだったことからついた名前である。後に有名になった歌手もプラッガーをやっていた人も居る。
曲は8小節×4行の32小節が標準で、ティン・パン・アレーの出版社が楽譜を売り、レコード会社はオーケストラ伴奏で録音し、片面1曲ずつのシングル盤として売り出すのが当時の典型的な発表方法だった。このような形の音楽がポピュラー・ソングと呼ばれ、このティン・パン・アレーによって生産される音楽が「メイン・ストリーム」（主流）音楽として幅を利かせた。このようなティン・パン・アレーとポピュラー・ソングの誕生を持って、今日言われるポピュラー音楽が誕生したと言うことができる。
ティン・パン・アレー流の商業主義路線はアメリカのポピュラー音楽の特徴で、ヨーロッパのように国民の大多数に共通の文化基盤が存在しないアメリカでは、自然発生的に何かの音楽が大流行と言うことは大変起こりにくく、楽譜会社・のちにはレコード会社が企画してはやらせる音楽がメインという状況が続いていく。もちろん意図しないところから意図しない曲が大流行することはあり、またティン・パン・アレー側の企画も大外れする場合も多く、常にうまく行っているわけではなかったが、ニューヨークの音楽会社が商業的に流通させるのがアメリカのポピュラー音楽だ、と言う流れはこの頃に確立した。時にはハワイや中南米から植民地型の混交音楽を輸入し、大衆に飽きられないように活力を得るなどのことも行われた。実際、アルゼンチンタンゴの最盛期は1920～30年で、ティン・パン・アレーの最盛期と同じ時期である。
その頃、ミンストレルショーに代わってヴォードヴィルという小さな劇場が都会にできた。ヴォードヴィルは日本語で「寄席」と訳されているが、日本の寄席とは少し違い、音楽はもちろん、サーカスに似た曲芸が行われたり、有名な元野球選手などが出演していたこともあり、日本の樽回し（横になって足で樽を回す曲芸）も出演していた。ドアープライズ（入場のときもらえるおまけ）には、婦人服の型紙や驚くことに石炭一年分などがあった。こうしたヴォードヴィルではティン・パン・アレーがつくったポピュラー・ソングが全米で巡業され、メイン・ストリームの音楽を大いにアメリカ中に流行らせた。これらの家族で楽しめる娯楽場をアメリカで提供した一人に、トニー・パスター（en:Tony Pastor。ジャズバンドのトニー・バスターとは別人。トニー・パスタとも表記。）がいる。
ティン・パン・アレーは、1920～30年代に全盛期を迎えた。当時のヒット曲はほとんどすべてニューヨークを本拠地とする一握りの作曲家と作詞家がつくりだしていた。ジョージ・ガーシュウィンとアイラ・ガーシュウイン、リチャード・ロジャースとオスカー・ハマースタイン、同じくロジャースとロレンス・ハートなど、作曲家と作詞家は多くの場合コンビを組んで活動した。ヴォードヴィルにかわって大衆芸能の王座についたブロードウェー・ミュージカルのほか、ダンス・オーケストラの専属歌手も、ティン・パン・アレーの歌の普及に貢献した。先に挙げたロジャースやガーシュウィンも当然多くのミュージカルをのこしている。

### ジャズの起こり
20世紀初めの10年ほど、黒人音楽の二つのスタイルであるラグタイムとブルースが商業的にヒットしていた。ラグタイムはシンコペーションを大量に含む音楽であり、ミンストレル・ショーの歌を母体に発展してきた。1900年前後に活躍していたスコット・ジョプリンという黒人ピアニストが、1899年に「メイプル・リーフ・ラグ」を発表し、1902年には「ジ・エンターテイナー」を発表している。彼はラグタイムの王様と呼ばれるようになり、このラグタイムが一世を風靡した。アービング・バーリン(Irving Berlin)のアレキサンダーズ・ラグタイムバンドという曲は(1911)ラグタイムではないが、ラグタイムを有名にしたといわれている。
19世紀末にアメリカで一番有名だった音楽家は、「行進曲王」の名で世界に知られたジョン・フィリップ・スーザだった。アメリカの吹奏楽は南北戦争の頃に盛んになり、19世紀後半には博覧会場や公園などで演奏する商業バンドが発達した。世界的に見ても19世紀末は吹奏楽熱が最高潮に達した時期である。スーザはそうした中から現れて人気を博した。アメリカの吹奏楽はアマチュアにまで流行を見せ、20世紀初頭にはダンス・バンドも大流行している。
1900年代には、ニューオーリンズの元奴隷の黒人たちが始めたブラスバンドが不思議とスウィングするリズムがあるとして評判になり、白人のバンドに真似されたり、そのままのスタイルでダンスホールに雇われたりするようになった。これがジャズの誕生である。ブルースとラグタイムの要素を含んでいるというのが良く言われるところである。
1910年代から1920年代にかけて、産業構造の変化により南部から北部への人口移動が起こり、ジャズメンの多くはシカゴに移住した。こうした中から天才トランペット奏者のルイ・アームストロングが台頭し、全てのジャズプレイヤーとアレンジャーに絶大な影響を与えた。この期間をジャズ・エイジと呼んでいる。
ジャズはやがて白人に真似られるようになり、白人だけの楽団なども出てきたが、これはスウィング・ミュージックと別な名称で呼ばれた。ビッグバンドスタイルが確立され、ティン・パン・アレーもジャズの取り込みにかかり、多くのレコードが人気を集め、ジャズとスウィング・ミュージックは第二次世界大戦前のメインのジャンルのひとつとなった。

### ヒルビリー登場
1920年代、レコード会社が「ヒルビリー」と言うレーベルで、南部の白人大衆向けにアメリカのフィドル音楽と民謡の音楽を売りだした。アメリカ民謡に起源を持つメロディと、孤独、貧困、望郷など同時代のメイン・ストリームが取り上げないテーマを含んだ歌詞が共感を呼んだ。映画の誕生後は西部劇でカウボーイ姿で歌って人気を得る者が多く出て、西部開拓時代への懐古と田舎の生活への郷愁がこのジャンルの特徴となり、第二次世界大戦前後の愛国心の高揚期にこの種の音楽は最盛期を迎えた。ヒルビリーと言う語はもともと南東部山岳地帯出身者に対する蔑称だったため、後にカントリー・アンド・ウエスタンとレーベル名を変えることになる。

### 新技術とポピュラー音楽

#### レコード
楽譜中心だった音楽を伝える媒体が、1877年にエジソンがレコードを発明したことで変化した。当時はレコードは平面の円盤ではなく、シリンダー（トイレットペーパーの芯のような形態）であった。当時の吹き込みは電気的なものでなく、大きなメガホーンに向かって音を吹き込むことによってなされた。ミキサーもなかったため、音のバランスをとるために隣の部屋から演奏する楽器もあったようである。エジソンはレコード会社を設立し、多くの歌手がヴォードヴィルで流行った昔の曲を吹き込んだ。

#### ラジオ
音楽媒体の次の大きな変化は、ラジオの誕生である。レジナルド・フェッセンデンは1906年12月24日に、アメリカ・マサチューセッツ州の自己の無線局から、自らのクリスマスの挨拶をラジオ放送。この日、レコードでヘンデル作曲の「クセルクセスのラルゴ」を、そして自身のバイオリンと歌で“O Holy Night”をそれぞれ流し、聖書を朗読した。この放送はあらかじめ無線電信によって予告されたもので「世界初のラジオ放送」だっただけでなく「最初のクリスマス特別番組」でもある。また、フェッセンデンは「史上初のラジオアナウンサー・プロデューサー」とも言える。それ以後、実験・試験的なラジオ放送が世界各地で行われるようになるが、最初の正式な公共放送（かつ商業放送）は、それから14年経った1920年11月2日にアメリカ・ペンシルベニア州ピッツバーグで放送開始されたKDKA局であった。
当時のラジオの出演はノーギャラだったが、歌手はラジオで歌えれば有名になるチャンスが与えられるので競って出演を望んだ。またラジオの出現でパーラーコンサートにも微妙な変化が起こった。ラジオから流れるビッグバンドの演奏で、家庭でもダンスを楽しむことができるようになったのである。

#### 映画
映画は19世紀末に発明され、サイレント映画の時期から生演奏をつけての上演は行われていたが、1927年のトーキー映画の登場により、映画に音楽をつけることが急に不可欠になり、映画音楽が探求され始めた。アメリカのハリウッドでは当時音楽界の主流だった後期ロマン派音楽を映画音楽の中心に据え、シンフォニック・スコアが生まれた。と同時に、ミュージカル映画も誕生し、不況や戦争で暗い庶民生活に夢を与えた。

#### パブリック・アドレス
また、マイクロフォンの登場が、後のアメリカンポピュラーソングに大きな変化をもたらせた。マイクの出現で、吐息までが聴衆に聞こえるようになったことにより、それまでの、マイクなしでオペラのように朗々と歌い上げる方法以外に、聴衆一人一人にささやきかける歌も歌われるようになった。このような歌唱法をクルーニング唱法と呼び、ビング・クロスビーがその草分けである。しかし当時、クルーナーという言葉は必ずしもそれを良しとしなかった向きもあり、ちゃんと歌えない歌手を軽蔑的にも使われた言葉でもあった。

### ロック音楽から現在まで
第2次世界大戦後、ティン・パン・アレーは流行を先導することができなくなり、自発的な流行の後追いとなる。戦時統制でビッグバンド編成が組めなくなったジャズは技巧的なソロを聴かせるビバップに変化して行ったが、以前のような広がりを失っていった。こうした中、ブルースにエレキ・ギターを導入してビートを強調しつつジャズとゴスペルの要素を取り入れたリズム・アンド・ブルースが黒人の間で生まれると、黒人のみならず白人の若者もこれを熱狂的に受け入れる現象が見られた。こうしたリズム・アンド・ブルースをベースに、カントリー・ミュージックの要素、ポピュラー音楽の要素が融合された音楽が1950年代半ばに白人の間に生まれ、ロックンロールと呼ばれた。後に短縮形であるロックも使われた。最初期のロックの巨人としてエルヴィス・プレスリーがいる。
ロックは熱狂的に若者に受け入れられたが、人気ディスクジョッキーとレコード会社の癒着が明るみに出たことで、「結局は商売か」という失望を生み、1960年代に入ると急速に失速し、アメリカ民謡やカントリー・ミュージックに起源のあるフォーク・ソングの流行を見た。しかしこうした中、イギリスのビートルズやローリング・ストーンズが自作曲を武器に絶大な支持を得て、ロックは再び息を吹き返す。
ロックの流行の原動力は、アメリカ社会の持つ白人と黒人の対立構造、そして戦争後に訪れる対立解消への衝動だった。白人の若者の欲求不満を解消できる文化要素は白人の文化の中にはすでになく、黒人底辺文化の価値観を白人若年層が大幅に取り入れたという、前例を見ない先鋭的な現象がロックの流行だった。60年代は世界的に「怒れる若者」の時代であり、反戦と大人や社会への反抗が吹き荒れた時代であり、ロックの流行は、その先取りとも言えるものだった。
1960年代後半には、ロックは二度目の全盛期を迎え、様々なジャンルと融合の試みが行われた。サイケデリック・ロック、プログレッシブ・ロック、フォーク・ロック、ブルース・ロック、ハード・ロックなどはこの頃生まれたものである。初めは白人貧困層の音楽だったロックはこの頃には知的な色合いも帯び、より広い社会的影響力を獲得していた。ピンク・フロイド、エリック・クラプトン、レッド・ツェッペリン、ディープ・パープルなど、現在でも楽曲が良く使われる「ロックの古典」のようなグループはこの頃のものである。
こうしたロックは、世界中のポピュラー音楽に影響を与え、英米以外の各国でもロックの後追いのようなジャンルが生まれるに至った。目立つものだと、フランスではそれまでのシャンソンとは明らかに異なるイェイェが生まれ、日本でもグループサウンズやニュー・ミュージックが生まれている。ただし東側諸国の多くはロックを西側の退廃音楽として弾圧したため、ロックの影響は地下化した。
しかし1970年代に入ると、オイルショックによる不況・アメリカの音楽産業の集中化・売れる歌手だけを売ろうとする方針などが組み合わさり、再度商業主義路線に回帰することとなる。ディスコはその代表例。商業主義に飽き足らなかった若者はパンク・ロックを支持したが、セックス・ピストルズの解散に伴いパンクも終焉を迎えた。ハード・ロックからはヘヴィ・メタル、パンク・ロックからはニューウェーブが生まれ、それなりの支持を得てはいたが、レコード会社の意図通りに売れる曲を作るロックの路線は「産業ロック」と揶揄され、全体として音楽産業が大きく衰退する結果となった。
こうした中、1980年代には、「カリスマになれる能力のある歌手だけをプロモーション・ビデオを駆使して全面的に売り出す」と言う方針が確立され、マイケル・ジャクソン、マドンナ、プリンスなどのカリスマが現れ、音楽産業は再び息を吹き返した。ヘヴィ・メタルもミュージック・テレビジョンの後押しを受けて幅広い社会階層から人気を集め、またCDの登場は音楽全般の需要を後押しした。この傾向は90年代まで変わらず、80年代初めのワールド・ミュージックの流行・80年代半ば以降のラップの台頭など、非白人文化の刺激は見られたものの、それ以降は新たなジャンルは見られず、ポピュラー音楽全体が統合・成熟の時期に入ったと言える。80年代半ば以降は、東欧での民主化運動や冷戦崩壊・ソ連崩壊に伴い、東側陣営の音楽も聞かれるようになり、統合の対象が東側世界まで拡大した。
1990年代は空前のCDバブルから始まるが、95年のウインドウズ95発売に伴うインターネットの爆発的な普及やその後の携帯電話の普及は、それまでの音楽受容のあり方を激変させた。音楽はインターネットや携帯電話と消費において競合するようになり、2000年代以降はCDの売り上げが世界的に激減した。
2008年にスウェーデンの企業・スポティファイ・テクノロジーが、音楽ストリーミングサービス『Spotify』を開始した。背景には、海賊版や違法音楽データの横行があり、その問題を解決することが目的であった。2011年にはアメリカ進出を果たし、2017年に全世界での有料会員数が5000万人、2019年には1億人を突破している。
2010年代以降は、ヒップホップやR&Bがチャートを席巻し、2017年にはアメリカの音楽売上でロックを超え、最大の音楽ジャンルとなった。

## 東洋音楽史

### 漢字古典籍に遺る音楽神話
- 歌舞の発明者―『葛天氏』治めずして治まった時代の帝王。縄、衣、名の発明者でもある。
- 琴瑟の発明者―『伏羲』三皇の初代皇帝。魚釣り、結縄、魚網、鳥網、八卦の発明者でもある。
- 笙簧の発明者―『女媧』天を補修し人類を創造したと女性。

江戸時代まで総検校塙保己一らによって温故堂で講談された和学や、中国神話によると、縄の発明者の葛天氏の氏族が歌舞や楽器、楽譜を発明したとされる。葛天氏の氏族の歌は千人で合唱して万人を和し、山を震動させて川を沸き立たせたと『史記』に記されている。塙保己一は、撚糸である縄や結縄の発祥を、日本列島から出土する土器や房総半島飯岡の網小屋に遺る有結網に捜し求めた研究成果を群書類従に編纂した。
歌舞、弦楽器、管楽器の発生については、『呂氏春秋』‐古楽や『詩経』、他、中国の古文書に記されている。
音律は、『呂氏春秋』によると、黄帝の臣下で楽官を司ったとされる伶倫が、黄帝の命令で大夏の西へ行き、嶰谿之谷の竹を取り、節を断ち落として三寸九分の管を吹き、鳳凰の鳴き声を聞いて12の音律を定めたことが起源とされる。

## 日本音楽史
日本音楽（邦楽）は多くの種類の音楽が混在しており、多岐にわたる音楽の歴史を通史としてまとめることが難しい一面もある。その中においても、それぞれの音楽のつながりや、通史としての日本音楽史の研究が進められている。

### 概略史
先史・古代における日本列島の楽器・音楽については『古事記』『日本書紀』などの文書のほか、考古学的な考察によっても研究されている。縄文時代には、楽器として使用されたとみられる土製品や土鈴などが存在したと考えられ、これらは装飾的な縄文土器とともに祭祀に用いられていたとみられている。弥生時代には、青銅製の銅鐸が存在し、埋納され祭祀の中心であったと考えられているほか、同時代のものとして和琴などの楽器も出土している。
5世紀ごろから8世紀ごろにかけては、朝鮮半島・中国などの外国から音楽が輸入された。701年の大宝律令にて雅楽寮が設立されたが、その人員配置は、設立当時の和楽（日本古来からあった音楽）中心から、徐々に唐楽・三韓楽といった外来音楽中心へと変化しており、外来音楽が浸透していった一面を表している。
平安時代初期には朝鮮半島の国家制度が変わり、また遣唐使が停止されたことにより、外国からの音楽輸入がほぼ途絶えた。これと、平安朝に入って約50年ごろに行われた楽制改革などにより、外来音楽も日本古来の音楽とともに、当時の日本に合う形へと整理されていった。日本式の雅楽が成立するのはこの時期である。
一方、鎌倉時代・室町時代には古来からの日本音楽の流れを汲んだ音楽が主流になった。この時代に大成したものの中に、猿楽、そしてそこから発展した能・狂言などがある。以降、キリシタンによるオラショなどの形で西洋音楽が一部入り込んだものの、基本的には江戸時代の鎖国政策もあいまって、日本独自の音楽、いわゆる「邦楽」が進化を遂げた。俗楽とも呼ばれる浄瑠璃、地歌、長唄、筝曲などが発展する。
明治時代以降、学制頒布の後に音楽取調掛が設立されるなど、国策として西洋音楽輸入がなされた。この動きが始まった当時は、庶民を含めて邦楽が根付いていたが、徐々に、西洋音楽をたしなむ国民が多数を占めるようになった。明治後期には瀧廉太郎により日本語の歌曲やピアノ曲が作曲され、日本人による西洋音楽の作曲が行われるようになった。日本のポピュラー音楽・大衆歌曲である流行歌・歌謡曲もつくられいく。
大正、昭和期にかけて、山田耕筰、信時潔などの手で日本の民族性や近代音楽の語法なども取り入れつつ、より本格的な西洋音楽が作曲されるようになった。
戦後には松平頼則や柴田南雄らが音列技法をはじめとして現代音楽を取り入れたほか、欧米のポップミュージックを導入しながら、民謡の音階なども取り入れられた演歌なども一世を博した。

### 日本の音楽史家
- 瀧廉太郎
- 山田耕筰
- 團伊玖磨
- 田辺尚雄 - 吉川英史 - 小泉文夫

## その他の地域の音楽史

### 主なその他の地域の音楽史家
- 岸辺成雄